# 議會監察使
議會監察使（瑞典語：Riksdagens ombudsman），又譯為國會監察使、議會監察員，是芬蘭、冰島與瑞典的政府單位，在瑞典又稱為司法監察使（瑞典語：Justitieombudsmannen，簡稱JO）。最早起源於瑞典，在1810年設立，直接隸屬於國會，以委員會方式運作，在委員會中的成員，都被冠上這個稱呼。
1955年，丹麥國會也設立議會監察使（丹麥語：Folketingets Ombudsmand）。

## 各國制度
瑞典語：，原義是委員會。

### 瑞典
1809年，瑞典憲法授權國會可以設立申訴委員（ombudsman）。根據憲法授權，瑞典國會在1810年設立了議會監察使，它是一個獨立機構，代表瑞典國會獨立行使職權，不受瑞典王室管轄。只要與瑞典中央政府、地方政府任命的任何官員有關，任何人，包括非瑞典公民，在任何事件上覺得自己受到瑞典政府不公正的對待，都可以向議會監察使提出申訴。

### 芬兰
芬兰自1920年起就有议会监察使这个机构。议会监察使机构设有一个监察使和两个助理监察使。两位助理监察使独立工作，且和监察使有同样的权威。这些官员由芬兰议会推选出来，每人的任期是四年，他们的职责跟瑞典的同僚非常近似。在芬兰另外一个监督公权力的机构是芬兰司法长官。这两个机构的职责有点重叠，但议会监察使是专门的机构来处理由军队职员、義務役士兵、囚犯和其他封闭机构的人员提出的申诉。议会监察使也定期检查监狱、兵营和在国外的芬兰维和机构。议会监察使的其它特别任务是监督刑警和監聽活动。